# Tiffani Thiessen
Tiffani Amber Thiessen (Long Beach, Kalifornija, 23. siječnja 1974.) je američka glumica poznata po ulogama Kelly Kapowski i Valerie Malone u popularnim serijama "Školsko zvono" i "Beverly Hills, 90210".

## Rana karijera
Tiffani se rodila u Long Beachu u Kaliforniji od oca Franka koji je uređivao parkove i majke Robyin, kućanice. Thiessen ima tursko, njemačke, grčke i velške korijene. Njezin je ujak, Roger Ernest išao u školu s poznatim svjetskim producentom Stevenom Spielbergom i bio mu suradnik u scenariju u studentskom filmu "Slipstream". 
Također se pojavio u filmovima "Close Encounters of the Third Kind" i "The Sugarland Express". Roger je prvi sugerirao Tiffani da uđe u svijet glume. Kao dijete, natjecala se u mnogo dječjih "izbora za miss" te je 1987. okrunjena za "Miss Junior Amerike" i 1988. bila na naslovnici magazina "Teen".

## Školsko zvono
Prva velika uloga bila je ona tinejdžerice Kelly Kapowski u humorističnoj teen seriji "Školsko zvono". Glumila je tinejdžericu "zaluđenu" ljubavlju sa Zackom (Mark-Paul Gosselaar). 
U seriji su glumili kasnije poznati i slavni glumci poput Mario Lopez, Dustin Diamond, Lark Voorhies i Elizabeth Berkley uz navedenog Mark-Paula Gosselaara. Iako je serija trajala 4 sezone (1989. – 1993.), Tiffani je napustila seriju u posljednjoj sezoni.
1993. se vratila ulogo Kelly u "remakeu" Školskog zvona, "Školsko zvono: Studentske godine" koji je potrajao samo 1 sezonu i imao 18 epizoda.

## Beverly Hills, 90210
1994. Tiffani je izabrana za ulogu Valerie Malone koja je zamijenila lik Brende Walsh (Shannen Doherty). Igrala je ulogu zlobne sestrične Brandona Walsha (Jason Priestley) koja je došla iz Minnesote.
U seriji je na početku ušla u vezu s Dylanom (Luke Perry) da bi kasnije kupila pola nočnog kluba "Peach Pit". U seriji je spavala s manje-više svim likovima. U 6 sezoni serije započela je vezu se Davidom (Brian Austin Green) koja se održala do njezinog odlaska u Minnesotu, odnosno do odlaska iz serije.
U seriji je glumila 5 sezona (1994. – 1998.)

## Nakon Školskog zvona i Beverly Hillsa
Nakon Beverly Hillsa, 90210 Tiffani je gostovala u sitcomu "Dva muškarca i cura" i u kratkotrajnoj seriji "Fastlane". Također je glumila u seriji "Just Shoot Me!". Nije se baš snašla u filmskim ulogama, tako da su njezini filmovi dobivali loše kritike.
Pojavila se u filmu iz 2002. "Hollywood Ending" koji je producirao Woody Allen. 2005. je i sama režisirala kratkometražni film od 21 minute "Samo moli".
2007. dobila je ulogu šefice Briana u dramskoj seriji "Što s Brianom", ali je serija ukinuta nakon 24 epizode. 2008. dobila je ulogu u novoj seriji zvanoj "White Collar".

## Privatni život
Tiffani je bila u vezi s bivšim suradnicima u serijama Markom-Paulom Gosselaarom, Brianom Austinom Greenom i Mariom Lopezom. 1999. doživjela je šok kada se njezin tadašnji dečko David Strickland ubio.
Od 2001. do 2003. bila je zaručena za Richarda Ruccola kojeg je upoznala na setu "Dva muškarca i cura". 2005 se udala za glumca Bradya Smitha.

## Vanjske poveznice
- Službena stranica
- Biografija  Arhivirana inačica izvorne stranice od 18. prosinca 2008. (Wayback Machine)